# نخل مثلثی

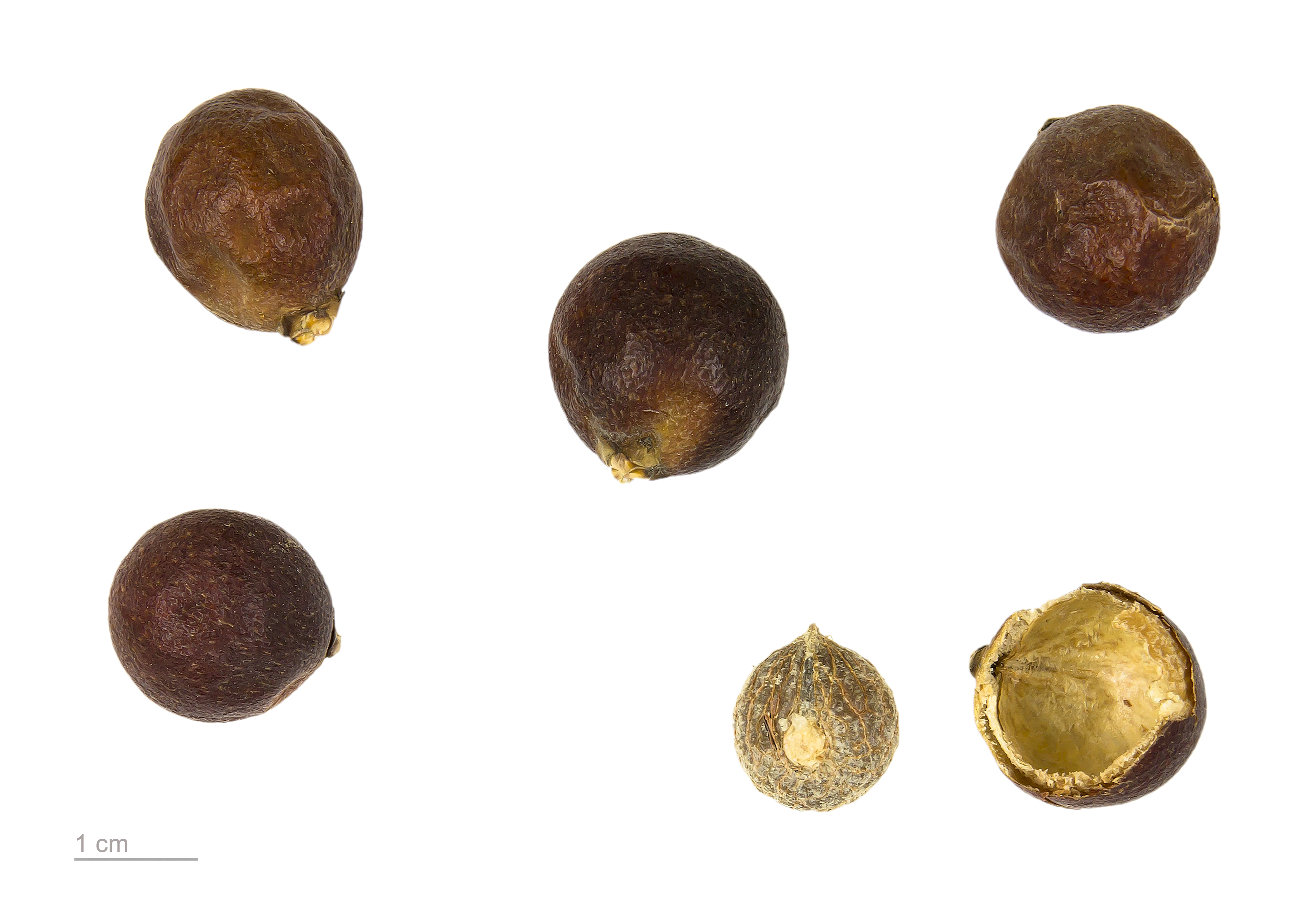
Dypsis decaryi

نخل مثلثی (نام علمی: Dypsis decaryi) نام یک گونه از سرده نخل‌های لاغر است.